# البيانات الاقتصادية
البيانات الاقتصادية (بالإنجليزية: Economic data)‏ هي بيانات تصف الاقتصاد الفعلي في الماضي أو الحاضر. وتوجد هذه عادةٌ في شكل سلاسل زمنية، أي تغطي أكثر من فترة زمنية واحدة (لنقل معدل البطالة الشهري للسنوات الخمس الماضية) أو في بيانات مقطعية في فترة زمنية واحدة (لنقل مستويات الاستهلاك والدخل لعينة من الأسر). على سبيل المثال جمع البيانات من الدراسات الاستقصائية للأفراد والشركات أو تجميعها في قطاعات وصناعات اقتصاد واحد أو للاقتصاد الدولي. وتتألف مجموعة هذه البيانات في شكل جدول من مجموعة بيانات.

## أساليب جمع البيانات الاقتصادية:
تشمل العناصر الاقتصادية والإحصائية المنهجية للموضوع قياس البيانات وجمعها وتحليلها ونشرها. قد تشير "الإحصاءات الاقتصادية" أيضا إلى موضوع فرعي للإحصاءات الرسمية التي تنتجها المنظمات الرسمية (مثل المعاهد الإحصائية والمنظمات الحكومية الدولية مثل الأمم المتحدة والاتحاد الأوروبي أو منظمة التعاون الاقتصادي والتنمية والبنوك المركزية والوزارات وما إلى ذلك). توفر البيانات الاقتصادية أساسا تجريبيا للبحوث الاقتصادية ، سواء كانت وصفية أو اقتصادية. تعد محفوظات البيانات أيضا مدخلا رئيسيا لتقييم إمكانية تكرار النتائج التجريبية ولاستخدامها في صنع القرار فيما يتعلق بالسياسة الاقتصادية.

## تحديات الوصول إلى البيانات واستخدامه
البيانات الاقتصادية تعد من المصادر الأساسية المستخدمة لتحليل الاقتصاد وتوجيه السياسات العامة. إلا أن هناك العديد من التحديات المتعلقة بجمع واستخدام هذه البيانات، خصوصًا عندما تتعلق بالبيانات الخاصة بالقطاعين العام والخاص. من أبرز هذه التحديات وجود بيانات محمية بموجب قوانين الخصوصية، مثل بيانات الأفراد والشركات، مما قد يصعب جمع وتحليل هذه المعلومات. كما يواجه الباحثون صعوبة في الحصول على بيانات دقيقة من الأسواق غير الرسمية أو من البلدان ذات الأنظمة الاقتصادية المحدودة.
على الرغم من هذه التحديات، تبذل العديد من المنظمات الدولية، مثل الأمم المتحدة والاتحاد الأوروبي، جهودًا لتحسين آليات جمع البيانات عبر منصات منسقة، مما يعزز شفافية البيانات ويساهم في تقديم صورة أكثر دقة للأنشطة الاقتصادية في الدول المختلفة. تتضمن هذه الجهود استخدام تقنيات البيانات الكبيرة (Big Data) ، التي تتيح الحصول على معلومات دقيقة بشكل دوري حول سلوك المستهلكين وأداء أسواق العمل.

## دور البيانات في تشكيل السياسات الاقتصادية:
البيانات الاقتصادية تعد أساسًا رئيسيًا لصنع السياسات الاقتصادية في مختلف البلدان. فهي تمكن الحكومات وصناع القرار من فهم حالة الاقتصاد بشكل دقيق واتخاذ قرارات مستنيرة بشأن السياسات المالية والنقدية. على سبيل المثال، تستخدم البيانات المتعلقة بمعدلات البطالة، التضخم، والدخل لتقييم مدى فعالية السياسات المعتمدة. من خلال تحليل هذه البيانات، يمكن تعديل السياسات النقدية مثل تغيير أسعار الفائدة أو تعديل حجم الإنفاق الحكومي لضمان استقرار الاقتصاد.
تستفيد الحكومات من هذه البيانات لتوجيه السياسات المتعلقة بالنمو الاقتصادي، وخلق فرص العمل، والحفاظ على استقرار الأسعار. كما تلعب المنظمات الدولية مثل البنك المركزي الأوروبي دورًا كبيرًا في استخدام هذه البيانات لتحديد الإجراءات اللازمة لتحفيز النمو الاقتصادي والحفاظ على استقرار الأسواق المالية.
البيانات الاقتصادية تُعتبر أداة حيوية لتوجيه الاستراتيجيات الحكومية المتعلقة بالسياسات الاقتصادية على المدى الطويل، مما يساعد على تحسين استقرار الاقتصاد والحد من التقلبات الاقتصادية.

## روابط خارجية
- منظمة التعاون الاقتصادي والتنمية Data | OECD
- الأمم المتحدة - أهداف التنمية المستدامة UNSD - Data Commons for the SDGs